# USS Wisconsin (BB-64)
USS Wisconsin (BB-64) ("Wisky" ili "WisKy") je bojni brod klase Iowa i drugi brod u američkoj mornarici koji nosi ime u čast američkoj saveznoj državi Wisconsin. Izgrađen je u Philadelphia Naval Shipyard u Philadelphiji. USS Wisconsin je služio u Tihom oceanu za vrijeme Drugog svjetskog rata. Tijekom Korejskog rata USS Wisconsin je davao topničku potporu UN-ovim snagama, a nakon rata je povučen iz aktivne službe u rezervnu flotu. Ponovno je aktiviran 1. kolovoza 1986. godine i moderniziran je u skladu s planom o 600 mornaričkih brodova. Sudjelovao je i u Zaljevskom ratu, nakon kojeg je 30. rujna 1991. godine povučen iz službe. Tijekom svog služenja u američkoj mornarici, nagrađen je sa 6 borbenih zvijezda za sudjelovanje u borbama u Drugom svjetskom ratu, Korejskom ratu i Zaljevskom ratu.

### Zajednički poslužitelj
|  | Zajednički poslužitelj ima stranicu o temi USS Wisconsin (BB-64)    |
|  | Zajednički poslužitelj ima još gradiva o temi USS Wisconsin (BB-64) |